# Benjamin Darbelet
Benjamin Darbelet, född den 13 november 1980 i Dijon, Frankrike, är en fransk judoutövare.
Han tog OS-silver i herrarnas halv lättvikt i samband med de olympiska judotävlingarna 2008 i Peking.